# Montechiarugolo
Montechiarugolo (emilián nyelven Montcrüghel vagy Monc'rùggol) település Olaszországban, Emilia-Romagna régióban, Parma megyében. Lakosainak száma 11 211 fő (2023. január 1.). Montechiarugolo Parma, Sant’Ilario d’Enza, Traversetolo, Montecchio Emilia és San Polo d’Enza községekkel határos.

## Népesség
A település lakossága az elmúlt években az alábbi módon változott:
| Lakosok száma | 10 846 | 10 976 | 11 211 |
|               | 2017   | 2018   | 2023   |